# Duan Albanach
Il Duan Albanach (o Canzone degli Scoti) è un poema in gaelico irlandese composto da 27 stanze e trovato insieme al Lebor Bretnach, una versione in gaelico della Historia Brittonum di Nennio, che presenta un vasto materiale aggiuntivo (soprattutto riguardo alla Scozia).
Scritto durante il regno di Mael Coluim III (metà dell'XI secolo), si basa su una grande varietà di fonti irlandesi. La versione più comune proviene dal Libro di Uí Maine (Leabhar Ua Maine, 1392-1394) e dal Libro di Lecan (Leabhar Mór Leacain, 1397-1418). La sua narrazione continua quella del Duan Eireannach, che narra la più antica storia mitologica dei gaelici.